# Гегич, Абдулах
Абдулах Гегич (сербохорв. Abdulah Gegić / Абдулах Гегић, тур. Abdullah Gegiç; 19 марта 1924, Нови-Пазар — 21 июня 2008, Нови-Сад) — югославский футболист и футбольный тренер. Возглавлял сборную Югославии и сборную Турции.

## Игровая карьера
Известно, что в течение непродолжительной игровой карьеры в послевоенные годы играл за клубы ОФК (Белград) и «Мачва».

## Карьера тренера
Начал тренерскую карьеру в 1961 году, возглавив тренерский штаб клуба «Бор». В 1965 году некоторое время был главным тренером сборной Югославии.
Впоследствии в течение 1965—1966 годов возглавлял тренерский штаб клуба «Партизан», вывел клуб в финал Кубка Чемпионов, в котором не удалось обыграть мадридский «Реал», матч завершился со счетом 1:2. В 1966 году принял предложение поработать в клубе «Фенербахче». Оставил стамбульскую команду в 1967 году, однако практически всю дальнейшую тренерскую карьеру связал с Турцией.
В течение одного года, начиная с 1969, был главным тренером сборной Турции. В 1972 году был приглашен руководством клуба «Бешикташ» возглавить клуб, с которым проработал до 1973 года.
С 1974 и по 1975 год возглавлял тренерский штаб команды «Бурсаспор». В 1975 году стал главным тренером клуба «Фенербахче», тренировал стамбульскую команду один год.
В течение тренерской карьеры также возглавлял команды клубов «Раднички» (Ниш), «Эскишехирспор», «Адана Деирспор», «Аданаспор» и «Самсунспор».
Последним местом тренерской работы был клуб «Эскишехирспор», главным тренером команды которого Абдулах Гегич был в течение 1983 года.

## Достижения

### Как тренера
- Обладатель кубка Турции:

«Эскишехирспор»: 1970/1971
- Обладатель Суперкубка Турции:

«Эскишехирспор»: 1971